# Liste der denkmalgeschützten Objekte in Trenčianske Teplice
Die Liste der denkmalgeschützten Objekte in Trenčianske Teplice enthält die zwölf nach slowakischen Denkmalschutzvorschriften geschützten Objekte in der Gemeinde Trenčianske Teplice im Okres Trenčín.

## Denkmäler
| Foto |                 | Denkmal / č. ÚZPF                                       | Standort / Konskr. Nr.                                                | Offizielle Beschreibung                   | Beschreibung              | Metadaten                                                                |
| ---- | --------------- | ------------------------------------------------------- | --------------------------------------------------------------------- | ----------------------------------------- | ------------------------- | ------------------------------------------------------------------------ |
| ja   | Datei hochladen | Badehaus(sk) ObjektID: 309-1330/1                       | Standort KG: Trenčianske Teplice Konskr.Nr.:                          | Kaštieľ                                   | Herrenhaus                | č. NKP: 309-1330/1 Stand des NKP: 2012-02-28 Name: DOM KÚPEĽNÝ           |
| ja   | Datei hochladen | Kurpark(sk) ObjektID: 309-1330/2                        | Standort KG: Trenčianske Teplice Konskr.Nr.:                          | Kúpeľný park                              |                           | č. NKP: 309-1330/2 Stand des NKP: 2012-02-28 Name: PARK                  |
| ja   | Datei hochladen | Denkmal der Gefallenen des SNP(sk) ObjektID: 309-1327/0 | KG: Trenčianske Teplice Konskr.Nr.:                                   | padlí v SNP                               | für die Opfer des SNP     | č. NKP: 309-1327/0 Stand des NKP: 2012-02-28 Name: POMNÍK SO SOCHOU      |
| BW   | Datei hochladen | Grüner Frosch(sk) ObjektID: 309-10854/0                 | 17.novembra ul. 15 Standort KG: Trenčianske Teplice Konskr.Nr.: 297   | Kúpalisko                                 | Freibad                   | č. NKP: 309-10854/0 Stand des NKP: 2012-02-28 Name: Zelená žaba          |
| BW   | Datei hochladen | Villa(sk) ObjektID: 309-2219/1                          | 17.novembra ul. 19 Standort KG: Trenčianske Teplice Konskr.Nr.: 301   | solitér;Vila Tereza                       | Villa Theresa             | č. NKP: 309-2219/1 Stand des NKP: 2012-02-28 Name: VILA                  |
| BW   | Datei hochladen | Wirtschaftsgebäude(sk) ObjektID: 309-2219/2             | 17.novembra ul. 19 Standort KG: Trenčianske Teplice Konskr.Nr.: 301   | murovaná,hrázdená                         |                           | č. NKP: 309-2219/2 Stand des NKP: 2012-02-28 Name: STAVBA HOSPODÁRSKA    |
| BW   | Datei hochladen | Villa(sk) ObjektID: 309-2213/0                          | Hviezdoslavova ul. 1 Standort KG: Trenčianske Teplice Konskr.Nr.: 278 | solitérna;Vila Krista                     | Villa Christus            | č. NKP: 309-2213/0 Stand des NKP: 2012-02-28 Name: VILA                  |
| BW   | Datei hochladen | BUDOVA VÝPRAVNÁ ObjektID: 309-10855/0                   | Hviezdoslavova ul. 6 Standort KG: Trenčianske Teplice Konskr.Nr.: 283 | železničná;železničná stanica Tre.Teplice | Bahnhof                   | č. NKP: 309-10855/0 Stand des NKP: 2012-02-28 Name: BUDOVA VÝPRAVNÁ      |
| ja   | Datei hochladen | Badehaus(sk) ObjektID: 309-1331/0                       | Sinaova ul. 7 Standort KG: Trenčianske Teplice Konskr.Nr.: 569        | Hamman                                    | Hammam, türkisches Bad    | č. NKP: 309-1331/0 Stand des NKP: 2012-02-28 Name: DOM KÚPEĽNÝ           |
| BW   | Datei hochladen | Kurhotel Machnatsch(sk) ObjektID: 309-10856/0           | Štúrova ul. 8 Standort KG: Trenčianske Teplice Konskr.Nr.: 333        | Kurhotel                                  |                           | č. NKP: 309-10856/0 Stand des NKP: 2012-02-28 Name: Liečebný dom Machnáč |
| ja   | Datei hochladen | Kirche(sk) ObjektID: 309-10857/0                        | Štúrova ul. 10 Standort KG: Trenčianske Teplice Konskr.Nr.: 335       | ev.a.v.;filiálny kostol ev.cirkvi a.v.    | evangelische Filialkirche | č. NKP: 309-10857/0 Stand des NKP: 2012-02-28 Name: KOSTOL               |

## Legende
Die Tabelle enthält im Einzelnen folgende Informationen:
| Foto:                    | Fotografie des Denkmals. |
| Denkmal / č. ÚZPF:       | Die Übersetzung der Bezeichnung des Denkmals, wie sie vom Slowakischen Denkmalamt (Pamiatkový úrad Slovenskej republiky) verwendet wird. Die Originalbezeichnung ist unter dem Fragezeichen angegeben. Fehlt die Übersetzung, so wird die Originalbezeichnung direkt angezeigt. Weiters ist die Objekt-Identifikationsnummer (Objekt ID) angeführt. Sie ist die offizielle, in der Slowakei eindeutige Nummer č. ÚZPF inklusive der zugehörigen Zählnummer, wie sie in den Daten des Denkmalamtes angegeben wird. Da diese nur innerhalb eines Landkreises gezählt wird, ist dessen Nummer der Denkmalnummer vorangestellt. |
| Standort:                | Wenn in der Liste vorhanden, ist die Adresse angegeben. In Klammern kann sich noch eine zusätzliche Adresse befinden, wenn es beispielsweise ein Eckhaus ist. Bei freistehenden Objekten ohne Adresse (zum Beispiel bei Bildstöcken) ist eine Adresse angegeben, die in der Nähe des Objekts liegt. Durch Aufruf des Links Standort wird die Lage des Denkmals in verschiedenen Kartenprojekten angezeigt. Darunter sind die Katastralgemeinde (KG) und, wenn vorhanden, die Konskriptionsnummer (Konskr. Nr.) angegeben.                                                                                                   |
| Offizielle Beschreibung: | Es ist die Kurzbeschreibung auf Slowakisch, wie sie in den offiziellen Listen angegeben ist, eingetragen. |
| Beschreibung:            | Kurze Angaben zum Denkmal auf Deutsch. |
| Metadaten:               | Zusätzlich werden, wenn in den persönlichen Einstellungen das Helferlein Dauerhaftes Einblenden von Metadaten aktiviert ist, ebensolche angezeigt. |

- Karte mit allen Koordinaten:
- OSM |
- WikiMap